# Tổng giáo phận Lyon
Tổng giáo phận Lyon (tiếng Pháp: Archidiocèse de Lyon; tiếng Latinh: Archidiœcesis Lugdunensis), trước đây là Tổng giáo phận Lyon–Vienne–Embrun là một tổng giáo phận đô thành của Giáo hội Latinh trực thuộc Giáo hội Công giáo Rôma ở Pháp. Các tổng giám mục của Lyon phục vụ dưới danh nghĩa là người kế vị của các thánh Irênê và Pothinô, lần lượt là giám mục tiên khởi và thứ hai của Lyon, đồng thời là Giáo trưởng xứ Gaul. Các tổng giám mục của tổng giáo phận thường được thăng hồng y. Giám mục Olivier de Germay đã được chỉ định làm tổng giám mục vào ngày 22/10/2020.

## Giáo phận trực thuộc
- Giáo phận Annecy
- Giáo phận Belley-Ars
- Tổng giáo phận Chambéry
- Giáo phận Grenoble-Vienne
- Giáo phận Saint-Étienne
- Giáo phận Valence (-Die-Saint-Paul-Trois-Châteaux)
- Giáo phận Viviers[1]

## Lãnh đạo qua từng thời kì

### Giám mục Giáo phận Lyon
chưa đầy đủ
- Thánh Pothinô ( –177)
- Thánh Irênê[2]

### Tổng giám mục Tổng giáo phận Lyon
chưa đầy đủ
- Zechariah thành Lyon (195 – after 202)
- Helios thành Lyon
- Faustinus (nửa sau thế kỉ thứ 3)
- Lucius Verus
- Julius
- Ptolémaeus
- Vocius fl.314
- Maximus (Maxime)
- Tétradius (Tetrade)
- Verissimus fl. 343
- Thánh Justus (374–381)
- Thánh Alpinus fl.254
- Thánh Martin (tông đồ của thánh Martin thành Tours; cuối thế kỉ 4)
- Thánh Antiochus (400–410)
- Thánh Elpidius (410–422)
- Thánh Sicarius (422–433)
- Thánh Eucherius (kh. 433–450)
- Thánh Patiens (456–498) người đã chống chọi thành công nạn đói và chủ nghĩa Arian, và là người được Sidonius Apollinaris khen ngợi qua một bài thơ
- Thánh Lupicinus (491–494)
- Thánh Rusticus (494–501)
- Thánh Stephanus (501 – trước 515), người đã cùng với Avitus thành Vienne lập một hội đồng ở Lyon để cho người Arian nhập đạo
- Thánh Viventiolus (515–523), người cùng với thánh Avitus chủ trì Hội đồng Epaone năm 517
- Thánh Lupus (535–542), một tu sĩ, có thể là tổng giám mục đầu tiên, người đã thêm danh hiệu "metropolitanus" khi kí tại Hội đồng Orléans năm 538
- Licontius (Léonce)
- Thánh Sardot hay Sacerdos (549–552)
- Thánh Nicetius hay Nizier (552–73), Thượng phụ
- Thánh Priscus thành Lyon (573–588), Thượng phụ
- Thánh Ætherius (588–603), cộng sự của Thánh Gregory Đại đế và có thể là người đã phong thánh cho thánh Augustinô, Sứ đồ Anh quốc
- Thánh Aredius (603–615)
- Thánh Viventius
- Thánh Annemund hay Chamond (kh. 650), bạn của thánh Wilfrid, cha đỡ đầu của Clotaire III, bị xử chết bởi Ebroin và anh trai, và là bổn mạng của thị xã Saint-Chamond, Loire
- Thánh Genesius hay Genes (660–679 hay 680), Viện phụ dòng Biển Đức của of Fontenelle, người phát chẩn và bộ trưởng phục vụ Nữ hoàng Bathilde
- Thánh Lambertus (c. 680–690), cũng là Viện phụ của Fontenelle
- Leidrad (798–814)
  - Agobard, Chorbishop ( –814)
- Agobard (814–834, 837–840)
  - Amalarius thành Metz (834–837) (Giám quản)[2]
- Amulo, (840-852)
- Remigius (852–875)
- Thánh Aurelian (d. 895)
- Burchard II thành Lyon (?–?)[4]
- Burchard III thành Lyon (?–1036)[5]
- Halinard (1046–1052)[6]

### Giáo trưởng xứ Gaul kiêm Tổng giám mục Lyon
Danh sách này không đầy đủ, bạn cũng có thể giúp mở rộng danh sách.
- 1077–1082 Saint Gebuin[2]
- 1081–1106 Hugh thành Die
- 1128–1129 Renaud thành Semur
- 1131–1139 Peter I
- fl. 1180 Guichard thành Pontigny
- 1193–1226 Renaud de Forez
- 1227–1234 Robert thành Auvergne
- 1289 Bérard de Got
- 1290–1295 Louis thành Naples
- 1301–1308 Louis de Villars
- 1308–1332 Peter thành Savoy
- 1340–1342 Guy III d'Auvergne, Hồng y của Boulogne, nhà ngoại giao từ Tòa Thánh
- 1342–1354 Henri II de Villars
- 1356–1358 Raymond Saquet
- 1358–1365 Guillaume II de Thurey
- 1365–1375 Charles d'Alençon
- 1375–1389 Jean II de Talaru
- 1389–1415 Philippe III de Thurey
- 1415–1444 Amédée II de Talaru
- 1444–1446 Geoffroy II de Versailles
- 1447–1488 Charles II thành Bourbon
- 1488–1499 Hugues II de Talaru
- 1499–1500 André d'Espinay (Hồng y)
- 1501–1536 François II de Rohan
- 1537–1539 John, Hồng y của Lorraine
- 1539–1551 Ippolito II d'Este, người được vua François I chỉ định làm Hồng y bổn mạng cho hoàng gia Pháp dưới sự chứng kiến của Giáo hoàng Phaolô III, và một hội đồng học giả
- 1551–1562 Hồng y François de Tournon, người đã có nhiều cuộc đàm phán với vua François I và Charles V, chống lại Cải cách Kháng nghị và thành lập Collège de Tournon, nơi mà những tín đồ Dòng Tên đã biến thành một trong những cơ sở giáo dục nổi tiếng nhất vương quốc
- 1562–1564 Ippolito II d'Este, người được vua François I chỉ định làm Hồng y bổn mạng cho hoàng gia Pháp dưới sự chứng kiến của Giáo hoàng Phaolô III, và một hội đồng học giả
- 1564–1573 Antoine d'Albon, người biên soạn cuốn Rufinus và Ausonius
- 1573–1599 Pierre d'Epinac, phụ tá cho Liên minh Công giáo
- 1612–1626 Denis-Simon de Marquemont
- 1628–1653 Alphonse-Louis du Plessis de Richelieu (9/1628 – 23/3/1653)
- 1653–1693 Camille de Neufville de Villeroy
- 1714–1731 François-Paul de Neufville de Villeroy  (15/8/1714 – 6/2/1731)
- 1732–1739 Charles-François de Châteauneuf de Rochebonne
- 1740–1758 Pierre Guérin de Tencin  (11/11/1740 – 2/3/1758)
- 1758–1788 Antoine de Malvin de Montazet (16/3/1758 – 2/5/1788), có chiều hướng theo giáo phái Gianxen, là là người đã đưa 6 phần của bộ "Institutiones theologicæ" được biết đến là "Théologie de Lyon" viết bởi thành viên Giáo hội Oratorian Joseph Valla, các tác phẩm này đã được lan truyền khắp nước Ý bởi Scipio Ricci tới khi bị hạn chế vào năm 1792.
- 1788–1799 Yves-Alexandre de Marbeuf (12/5/1788 – 15/4/1799)
- 1791–1794 Antoine-Adrien Lamourette (1742–1794), giám mục hợp hiến của Lyon từ ngày 27/3/1791 đến ngày 11/1/1794, ngày ông bị đưa lên giàn treo cổ.

### Giáo trưởng xứ Gaul kiêm Tổng giám mục Lyon-Vienne
- (Hồng y) Joseph Fesch (29/7/1802 – 13/5/1839) (Tổng giám mục Lyon-Vienne-Embrun đến năm 1822)
- (Hồng y) Joachim-Jean d'Isoard (13/6/1839 – 7/10/1839)
- (Hồng y) Louis-Jacques-Maurice de Bonald (4/12/1839 – 25/2/1870)
- Jacques-Marie Ginoulhiac (2/3/1870 – 17/11/1875), được biến đến bởi cuốn "Histoire du dogme catholique pendant let trois premiers siècles".
- (Hồng y) Louis-Marie Caverot (20/4/1876 – 23/1/1887)
- (Hồng y) Joseph-Alfred Foulon (23/3/1887 – 23/1/1893)
- (Hồng y) Pierre-Hector Coullie (14/6/1893 – 11/9/1912)
- (Hồng y) Hector Sévin (2/12/1912 – 4/5/1916)
- (Hồng y) Louis-Joseph Maurin (1/12/1916 – 16/11/1936)
- (Hồng y) Pierre-Marie Gerlier (30/7/1937 – 17/1/1965)
- (Hồng y) Jean-Marie Villot (17/1/1965  – 7/4/1967)
- (Hồng y) Alexandre Renard (28/5/1967 – 29/10/1981)
- (Hồng y) Albert Decourtray (29/10/1981 – 16/9/1994)
- (Hồng y) Jean Marie Balland (27/5/1995 – 1/3/1998)
- (Hồng y) Louis-Marie Billé (10/7/1998 – 12/3/2002)
- (Hồng y) Philippe Barbarin (16/7/2002 – 6/3/2020)[7]
- Olivier de Germay (20/12/2020 – hiện tại)